# Motomondiale 1961
La stagione 1961 è stata la tredicesima del Motomondiale; molte le novità rispetto all'anno precedente, a partire dal fatto che da questa stagione il campionato può davvero dirsi "mondiale": per la prima volta dall'inizio della serie iridata questa esce dall'Europa, per correre in Argentina la gara conclusiva della stagione. Entra in calendario anche il Gran Premio della Germania Orientale, prima prova disputata al di là della cortina di ferro; tornano infine il Gran Premio motociclistico di Svezia e quello di Spagna dopo uno o più anni di assenza, facendo sì che la stagione conti un totale di 11 gran premi, 4 in più rispetto al 1960.

## Il contesto
Per quanto riguarda il regolamento non vennero inserite delle modifiche in merito ai punteggi e ai conteggi delle classifiche; la FIM iniziò invece ad interessarsi alle minime cilindrate da 50 cm³ organizzando una serie di gare che avrebbero fatto da apripista per l'entrata in calendario della nuova classe 50.
Perdurando l'assenza delle squadre ufficiali di molte case motociclistiche che avevano fatto la storia dei primi anni del motomondiale, anche la MV Agusta annunciò il suo ritiro dal mondiale per poi trovare un escamotage (le moto furono iscritte con la denominazione MV Privat) ed appoggiare il pilota rhodesiano Gary Hocking nelle classi maggiori. Contemporaneamente aumentò sempre più la partecipazione della Honda e, nelle classi di minore cilindrata, si vedeva un acceso confronto anche tra filosofie motoristiche diverse: la Honda schierava infatti motociclette con motore a quattro tempi, sfidata dai motore a due tempi in cui erano invece specializzate le case ceche (Jawa) e tedesco orientali (MZ).
Anche tra i piloti, dopo il ritiro di Carlo Ubbiali e di John Surtees che avevano conquistato tutti i titoli iridati nelle classi sciolte nei due anni precedenti, si attendeva di conoscere i loro eredi: al termine della stagione risultarono vincitori Gary Hocking sia in 350 che in 500, Mike Hailwood in 250 e l'australiano Tom Phillis in 125. Nei sidecar, ennesima vittoria BMW, con Max Deubel: il tedesco approfittò di un incidente occorso al Nürburgring al campione uscente Helmut Fath, dal quale il campione del mondo in carica uscì gravemente ferito, mentre il suo passeggero, Alfred Wohlgemuth, perse la vita.

## Il calendario
| Data         | Gran Premio             | Circuito         | Vincitore 500  | Vincitore 350     | Vincitore 250       | Vincitore 125       | Vincitore sidecar                 | Resoconto |
| ------------ | ----------------------- | ---------------- | -------------- | ----------------- | ------------------- | ------------------- | --------------------------------- | --------- |
| 23 aprile    | GP di Spagna            | Montjuïc         |                |                   | Gary Hocking        | Tom Phillis         | Helmut Fath Alfred Wohlgemuth     | Resoconto |
| 14 maggio    | GP della Germania Ovest | Hockenheim       | Gary Hocking   | František Šťastný | Kunimitsu Takahashi | Ernst Degner        | Max Deubel Emil Hörner            | Resoconto |
| 21 maggio    | GP di Francia           | Clermont-Ferrand | Gary Hocking   |                   | Tom Phillis         | Tom Phillis         | Fritz Scheidegger Horst Burkhardt | Resoconto |
| 12 giugno    | Tourist Trophy          | Mountain Circuit | Mike Hailwood  | Phil Read         | Mike Hailwood       | Mike Hailwood       | Max Deubel Emil Hörner            | Resoconto |
| 24 giugno    | GP d'Olanda             | Assen            | Gary Hocking   | Gary Hocking      | Mike Hailwood       | Tom Phillis         | Max Deubel Emil Hörner            | Resoconto |
| 2 luglio     | GP del Belgio           | Spa              | Gary Hocking   |                   | Jim Redman          | Luigi Taveri        | Fritz Scheidegger Horst Burkhardt | Resoconto |
| 30 luglio    | GP della Germania Est   | Sachsenring      | Gary Hocking   | Gary Hocking      | Mike Hailwood       | Ernst Degner        |                                   | Resoconto |
| 12 agosto    | GP dell'Ulster          | Dundrod          | Gary Hocking   | Gary Hocking      | Bob McIntyre        | Kunimitsu Takahashi |                                   | Resoconto |
| 3 settembre  | GP delle Nazioni        | Monza            | Mike Hailwood  | Gary Hocking      | Jim Redman          | Ernst Degner        |                                   | Resoconto |
| 17 settembre | GP di Svezia            | Kristianstad     | Gary Hocking   | František Šťastný | Mike Hailwood       | Luigi Taveri        |                                   | Resoconto |
| 15 ottobre   | GP d'Argentina          | Buenos Aires     | Jorge Kissling |                   | Tom Phillis         | Tom Phillis         |                                   | Resoconto |

## Sistema di punteggio e legenda
| Pos.  | 1 | 2 | 3 | 4 | 5 | 6 | 7> |
| ----- | - | - | - | - | - | - | -- |
| Punti | 8 | 6 | 4 | 3 | 2 | 1 | 0  |

## Le classi

### Classe 500
| Pos. | Costruttore | Punti |
| ---- | ----------- | ----- |
| 1    | MV Agusta   | 48    |
| 2    | Norton      | 38    |
| 3    | Matchless   | 20    |
| 4    | BMW         | 4     |

In maniera quasi anomala rispetto alle stagioni precedenti, non fu la classe 500 quella che disputò il maggior numero di gran premi durante l'anno: la classe regina non fu al via nel gran premio inaugurale della stagione, in Spagna.
La stagione fu quasi un monologo da parte di Gary Hocking sulla sua MV Agusta; il pilota rhodesiano si aggiudicò 7 prove, lasciando due vittorie a Mike Hailwood che su una Norton si aggiudicò il Tourist Trophy e su una MV Agusta il GP delle Nazioni. L'ultimo successo fu invece appannaggio di Jorge Kissling, pilota argentino che si aggiudicò il gran premio di casa in sella ad una Matchless (quest'ultimo fu peraltro orfano di quasi tutte le squadre ufficiali e vide solo 6 piloti classificati con solo 2 che avevano tagliato la linea del traguardo).

Classifica piloti (prime 5 posizioni)
| Pos. | Pilota        | Moto               |    |   |   |     |   |   |     |   |     |     |   | P.ti    |
| ---- | ------------- | ------------------ | -- | - | - | --- | - | - | --- | - | --- | --- | - | ------- |
| 1    | Gary Hocking  | MV Agusta          | NE | 1 | 1 | Rit | 1 | 1 | 1   | 1 | Rit | 1   |   | 48 (56) |
| 2    | Mike Hailwood | Norton e MV Agusta | NE | 4 | 2 | 1   | 2 | 2 | 2   | 2 | 1   | 2   |   | 40 (55) |
| 3    | Frank Perris  | Norton             | NE | 2 |   |     | 5 |   | Rit |   | Rit | 3   | 3 | 16      |
| 4    | Bob McIntyre  | Norton             | NE |   |   | 2   | 3 | 3 |     |   |     |     |   | 14      |
| 5    | Alistair King | Norton             | NE |   |   | 4   |   |   |     | 3 | 2   | Rit |   | 13      |
| Pos. | Pilota        | Moto               |    |   |   |     |   |   |     |   |     |     |   | P.ti    |

| Legenda                                                                        | 1º posto        | 2º posto        | 3º posto | A punti      | Senza punti        | Grassetto=Pole position Corsivo=Giro più veloce |
| Legenda                                                                        | Gara non valida | Non qualificato | Ritirato | Squalificato | "-" Dato non disp. | Grassetto=Pole position Corsivo=Giro più veloce |
| Fonte dei dati: motogp.com, racingmemo.free.fr, autosport.com, jumpingjack.nl. |                 |                 |          |              |                    |                                                 |

### Classe 350
| Pos. | Costruttore | Punti |
| ---- | ----------- | ----- |
| 1    | MV Agusta   | 32    |
| 2    | Jawa        | 26    |
| 3    | Norton      | 18    |
| 4    | Bianchi     | 16    |
| 5    | AJS         | 9     |
| 6    | Benelli     | 2     |

Anche la classe 350, come la 500, vide un netto dominio del rhodesiano Hocking su MV Agusta; in questo caso si aggiudicò 4 delle 7 prove in programma, lasciando le ulteriori vittorie a František Šťastný su una Jawa in Germania e in Svezia, a Phil Read al Tourist Trophy.

Classifica piloti (prime 5 posizioni)
| Pos. | Pilota            | Moto      |    |     |    |     |   |    |   |     |     |     |    | P.ti    |
| ---- | ----------------- | --------- | -- | --- | -- | --- | - | -- | - | --- | --- | --- | -- | ------- |
| 1    | Gary Hocking      | MV Agusta | NE | Rit | NE | 2   | 1 | NE | 1 | 1   | 1   | Rit | NE | 32 (38) |
| 2    | František Šťastný | Jawa      | NE | 1   | NE | 5   | 3 | NE | 2 | 3   | Rit | 1   | NE | 26 (32) |
| 3    | Gustav Havel      | Jawa      | NE | 2   | NE | 27  | 8 | NE | 4 | -   | 3   | 2   | NE | 19      |
| 4    | Phil Read         | Norton    | NE | -   | NE | 1   | 5 | NE | - | 4   | -   | -   | NE | 13      |
| 5    | Bob McIntyre      | Bianchi   | NE | Rit | NE | Rit | 2 | NE | 3 | Rit | Rit | -   | NE | 10      |
| Pos. | Pilota            | Moto      |    |     |    |     |   |    |   |     |     |     |    | P.ti    |

| Legenda                                                                        | 1º posto        | 2º posto        | 3º posto | A punti      | Senza punti        | Grassetto=Pole position Corsivo=Giro più veloce |
| Legenda                                                                        | Gara non valida | Non qualificato | Ritirato | Squalificato | "-" Dato non disp. | Grassetto=Pole position Corsivo=Giro più veloce |
| Fonte dei dati: motogp.com, racingmemo.free.fr, autosport.com, jumpingjack.nl. |                 |                 |          |              |                    |                                                 |

### Classe 250
| Pos. | Costruttore | Punti |
| ---- | ----------- | ----- |
| 1    | Honda       | 60    |
| 2    | Moto Morini | 10    |
| 3    | Benelli     | 10    |
| 4    | MZ          | 9     |
| 5    | MV Agusta   | 8     |
| 6    | Yamaha      | 7     |
| 7    | Jawa        | 6     |
| 8    | NSU         | 1     |

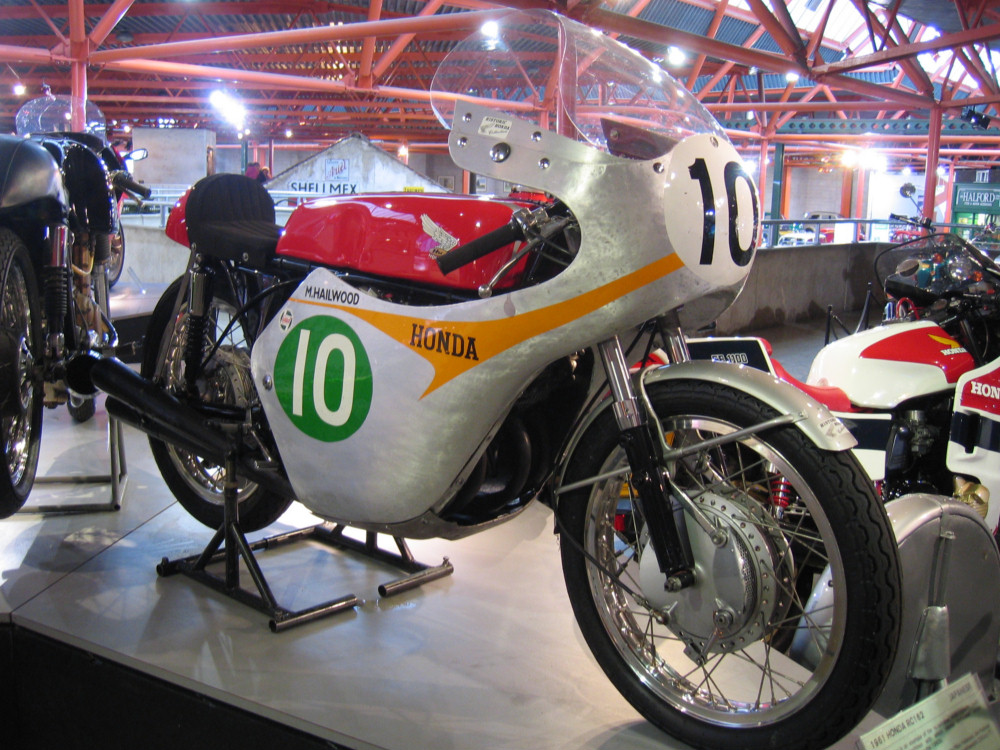
La Honda RC162 di Hailwood.

Assieme alla classe 125 fu l'unica categoria disputata in tutti i gran premi della stagione.
Nella classe 250 fu assolutamente indiscusso il dominio della Honda che, con i suoi piloti ufficiali occupò le prime 5 posizioni in classifica, con Mike Hailwood, Tom Phillis, Phil Read, Kunimitsu Takahashi e Bob McIntyre classificati nell'ordine e con gli stessi piloti che si aggiudicarono 10 delle 11 prove in calendario.
L'unica vittoria sfuggita alla casa motociclistica giapponese fu in occasione del gran premio inaugurale, in Spagna, dove a vincere fu il campione del mondo delle classi superiori, Gary Hocking su MV Agusta.

Classifica piloti (prime 5 posizioni)
| Pos. | Pilota              | Moto               |     |   |   |     |   |   |   |   |     |   |   | P.ti    |
| ---- | ------------------- | ------------------ | --- | - | - | --- | - | - | - | - | --- | - | - | ------- |
| 1    | Mike Hailwood       | FB Mondial e Honda | Rit | 8 | 2 | 1   | 1 | 3 | 1 | 2 | 2   | 1 | - | 44 (54) |
| 2    | Tom Phillis         | Honda              | 2   | - | 1 | 2   | - | 2 | 4 | 4 | 3   | 6 | 1 | 38 (45) |
| 3    | Jim Redman          | Honda              | 4   | 2 | 6 | 3   | 3 | 1 | 2 | 3 | 1   | 4 | 3 | 36 (51) |
| 4    | Kunimitsu Takahashi | Honda              | -   | 1 | 3 | 4   | - | - | 3 | 6 | -   | 3 | 2 | 29 (30) |
| 5    | Bob McIntyre        | Honda              | -   | - | - | Rit | 2 | - | - | 1 | Rit | - | - | 14      |
| Pos. | Pilota              | Moto               |     |   |   |     |   |   |   |   |     |   |   | P.ti    |

| Legenda                                                                        | 1º posto        | 2º posto        | 3º posto | A punti      | Senza punti        | Grassetto=Pole position Corsivo=Giro più veloce |
| Legenda                                                                        | Gara non valida | Non qualificato | Ritirato | Squalificato | "-" Dato non disp. | Grassetto=Pole position Corsivo=Giro più veloce |
| Fonte dei dati: motogp.com, racingmemo.free.fr, autosport.com, jumpingjack.nl. |                 |                 |          |              |                    |                                                 |

### Classe 125
| Pos. | Costruttore | Punti |
| ---- | ----------- | ----- |
| 1    | Honda       | 48    |
| 2    | MZ          | 42    |
| 3    | EMC         | 10    |
| 4    | Bultaco     | 4     |
| 5    | Ducati      | 2     |

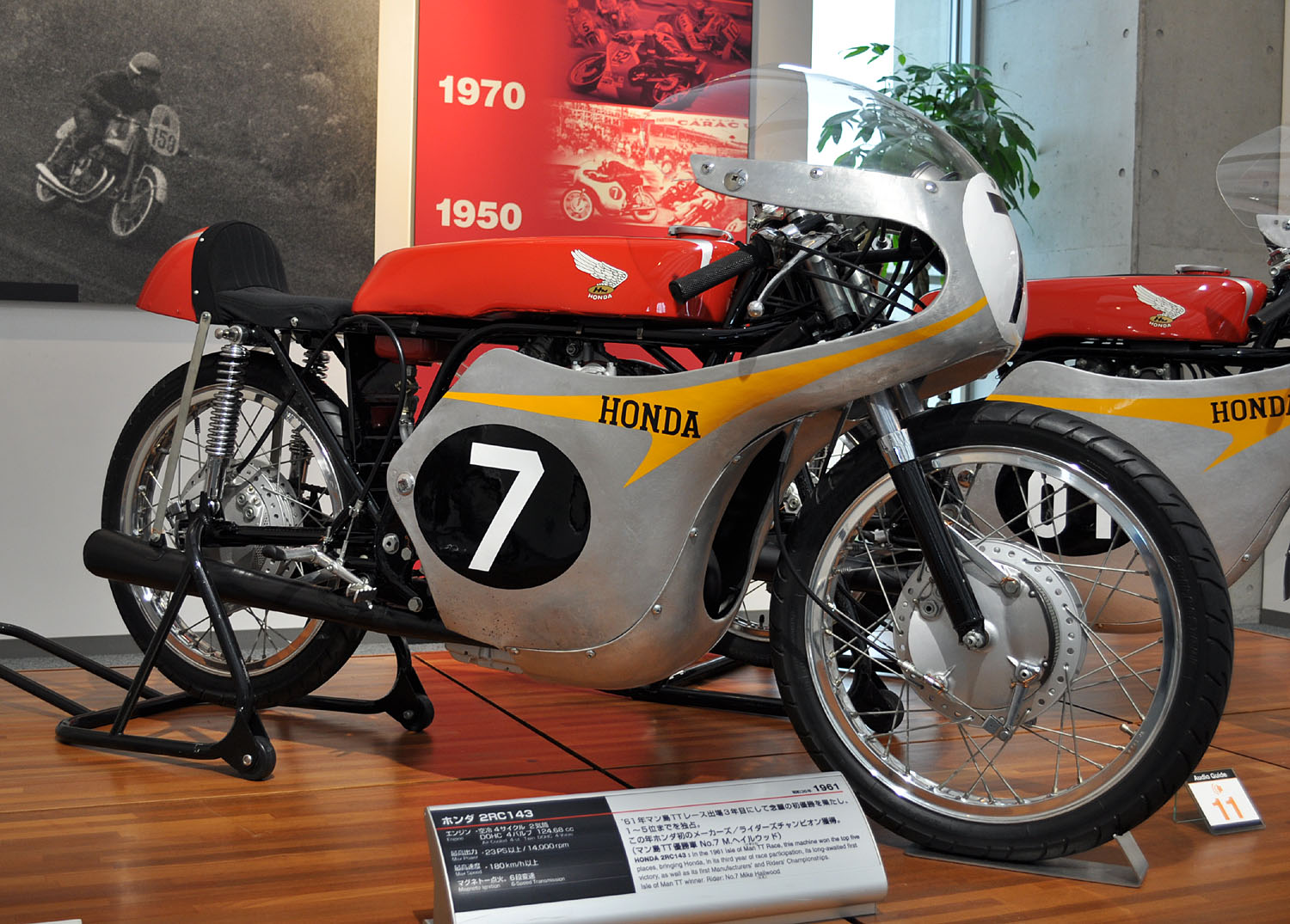
La Honda RC143.

Anche la categoria di minor cilindrata si disputò quest'anno su tutte e undici le prove in calendario e fu forse la più combattute tra tutte le classi: al termine del campionato il titolo fu appannaggio di Tom Phillis e della sua Honda ma, fino quasi alla fine della stagione, il tedesco orientale Ernst Degner lo contrastò validamente in sella alla sua MZ. Quest'ultimo pilota fu anche protagonista di un episodio particolare: durante la stagione strinse un accordo con la Suzuki per diventare pilota ufficiale e, anche grazie ad essa, oltrepassò la cortina di ferro con la sua famiglia e ottenne in seguito una licenza per competere sotto le insegne della Germania Ovest.

Classifica piloti (prime 5 posizioni)
| Pos. | Pilota              | Moto  |   |   |   |     |     |   |    |   |   |     |   | P.ti    |
| ---- | ------------------- | ----- | - | - | - | --- | --- | - | -- | - | - | --- | - | ------- |
| 1    | Tom Phillis         | Honda | 1 | - | 1 | 3   | 1   | 2 | 2  | 3 | 4 | 6   | 1 | 44 (56) |
| 2    | Ernst Degner        | MZ    | 2 | 1 | 2 | Rit | Rit | 4 | 1  | 2 | 1 | Rit |   | 42 (45) |
| 3    | Luigi Taveri        | Honda | - | 5 | 5 | 2   | -   | 1 | SQ | 6 | 3 | 1   | - | 30 (31) |
| 4    | Jim Redman          | Honda | 3 | 7 | 3 | 4   | 2   | 3 | 6  | 4 | 5 | 3   | 2 | 28 (37) |
| 5    | Kunimitsu Takahashi | Honda | - | 6 | 6 | -   | -   | - | 3  | 1 | - | 2   | 3 | 24      |
| Pos. | Pilota              | Moto  |   |   |   |     |     |   |    |   |   |     |   | P.ti    |

| Legenda                                                                        | 1º posto        | 2º posto        | 3º posto | A punti      | Senza punti        | Grassetto=Pole position Corsivo=Giro più veloce |
| Legenda                                                                        | Gara non valida | Non qualificato | Ritirato | Squalificato | "-" Dato non disp. | Grassetto=Pole position Corsivo=Giro più veloce |
| Fonte dei dati: motogp.com, racingmemo.free.fr, autosport.com, jumpingjack.nl. |                 |                 |          |              |                    |                                                 |

### Classe sidecar
| Pos. | Costruttore | Punti |
| ---- | ----------- | ----- |
| 1    | BMW         | 32    |
| 2    | Norton      | 2     |
| 3    | BSA         | 2     |
| 4    | Matchless   | 1     |

Le gare in cui si videro al via le motocarrozzette furono solo le prime 6 della stagione e, dopo il grave incidente occorso al vincitore della prima prova Helmut Fath, dove perì il suo passeggero Alfred Wohlgemuth e che lo costrinse a saltare il resto della stagione, Max Deubel e la sua BMW ebbero pochi avversari in campionato.

Classifica equipaggi (prime 5 posizioni)
| Pos. | Pilota                            | Moto |   |   |   |     |     |   |    |    |    |    |    | P.ti    |
| ---- | --------------------------------- | ---- | - | - | - | --- | --- | - | -- | -- | -- | -- | -- | ------- |
| 1    | Max Deubel/Emil Hörner            | BMW  | - | 1 | 2 | 1   | 1   | 2 | NE | NE | NE | NE | NE | 30 (36) |
| 2    | Fritz Scheidegger/Horst Burkhardt | BMW  | 2 | 2 | 1 | 2   | Rit | 1 | NE | NE | NE | NE | NE | 28 (34) |
| 3    | Edgar Strub/Kurt Huber            | BMW  | 3 | - | 3 |     | 2   | - | NE | NE | NE | NE | NE | 14      |
| 4    | August Rohsiepe/Lothar Böttcher   | BMW  | - | 4 | 6 | 4   | 4   | 6 | NE | NE | NE | NE | NE | 10 (11) |
| 5    | Otto Kölle/Dieter Hess            | BMW  | - | 3 | 5 | Rit | -   | 4 | NE | NE | NE | NE | NE | 9       |
| Pos. | Pilota                            | Moto |   |   |   |     |     |   |    |    |    |    |    | P.ti    |

| Legenda                                                                        | 1º posto        | 2º posto        | 3º posto | A punti      | Senza punti        | Grassetto=Pole position Corsivo=Giro più veloce |
| Legenda                                                                        | Gara non valida | Non qualificato | Ritirato | Squalificato | "-" Dato non disp. | Grassetto=Pole position Corsivo=Giro più veloce |
| Fonte dei dati: motogp.com, racingmemo.free.fr, autosport.com, jumpingjack.nl. |                 |                 |          |              |                    |                                                 |